# لی هیون جین
لی هیون جین (کره‌ای: 이현진؛ زادهٔ ۵ مارس ۱۹۸۵) بازیگر اهل کره جنوبی است. او بیشتر به خاطر ایفای نقش در فیلم پسر با پسر ملاقات می‌کند و مجموعه‌های تلویزیونی ضربان قلب، پیشنهاد تأثیرگذار، و قلعه آسمان شناخته می‌شود. او نخستین بازیگری تئاتر خود را در عاشقانه بی‌پروا پس از تشویق کیم سو رو انجام داد.